# Vinkeltået
Vinkeltået är en stadsdel i Sundsvall, intill Midälva. Området bebyggdes 1947-1948 av Stiftelsen Sundsvallshem och omfattar 11 fristående lamellhus med sammanlagt 170 lägenheter